# A240 (Russland)
Die A240 ist eine Fernstraße föderaler Bedeutung in Russland. Sie führt vom russischen Brjansk in westlicher Richtung zur belarussischen Grenze.
Die Straße erhielt die Nummer A240 im Jahr 2010. Zuvor trug sie die Nummer M13. Bis 1991 war die M13 Teil des sowjetischen Fernstraßennetzes und führte auf dem Gebiet der Weißrussischen Sowjetrepublik weiter über Homel nach Kobryn, wo sie in die M1 einmündete. Die Fortsetzung der A240 auf belarussischem Staatsgebiet bildet die M10.

## Verlauf
000 km – Brjansk, M3, R120
008 km – Suponewo
029 km – Wygonitschi
078 km – Potschep
110 km – Nowyje Iwaitenki
131 km – Unetscha
165 km – Klinzy
134 km – Nowosybkow
153 km – Slynka

## Weiterer Verlauf als M13 bis 1991
Belarus, Homelskaja Woblasz
205 km – Dobrusch
227 km – Homel, Querung der ehemaligen M20, Abzweigung der A250
269 km – Retschyza
286 km – Karawazitschy
301 km – Wassilewitschy
349 km – Kalinkawitschy (bei Masyr), Querung der A252
405 km – Petrykau
461 km – Schytkawitschy
Breszkaja Woblasz
481 km – Mikaschewizy, Abzweigung der A243
524 km – Luninez
580 km – Pinsk
628 km – Iwanawa
655 km – Drahitschyn
708 km – Kobryn, Einmündung in die M1 nach Brest